# Achot Ier Arçrouni
Pour les articles homonymes, voir Achot Ier.
Achot Ier Arçrouni ou Artsrouni (en arménien Աշոտ Ա Արծրունի ; mort le 27 mai 874) est un prince arménien de la maison des Arçrouni ayant régné sur le Vaspourakan de 836 à 874. En raison de sa captivité à la cour du Calife abbasside, il ne règne effectivement que de 836 à 852, puis de 868 à 874. Le début de son règne est mal connu.

## Contexte
Depuis la fin du VIIe siècle, l'Arménie est une province sous domination arabe, dirigée par un ostikan (« gouverneur ») arabe représentant le Calife omeyyade puis abbasside, et est un champ de bataille entre celui-ci et l'Empire byzantin jusqu'au début du IXe siècle. Afin de renforcer leur autorité, ces ostikans implantent dans les diverses contrées arméniennes des émirs ; le Vaspourakan, province historique arménienne où sont situés les domaines des Arçrouni, n'échappe pas à la règle. Cette famille profite cependant des volontés d'autonomie des émirs locaux et de l'opposition qu'elles créent avec le gouverneur pour progressivement étendre son autorité dans la province.

## Biographie
Achot est l'aîné des trois fils de Hamazasp II Arçrouni et de Rhipsimé, fille d'Achot IV Bagratouni, et succède à son père en 836, à la mort de ce dernier. Dès 837, et alors que l'Arménie vient de subir les raids de l'empereur byzantin Théophile, il se joint à la contre-offensive arabe sur Mélitène avec son oncle Bagrat II Bagratouni, prince de Taron et prince des princes arméniens, puis l'année suivante sur Amorium. En 850, le Calife al-Mutawakkil décide de reprendre en main l'Arménie et confie la direction des opérations à l'émir de Manazkert, mais celui-ci est défait par Achot, qui est alors qualifié de prince (ichkan). Ce dernier vient ensuite à la rescousse de son oncle Bagrat et remporte une nouvelle victoire. Le Calife remet en 851 le commandement à son lieutenant Yousouf, qui essaie de capturer Achot par ruse ; ce qui ne marche pas avec le neveu fonctionne avec l'oncle : Bagrat est fait prisonnier et exilé à Samarra. Changeant une nouvelle fois de commandant, le Calife envoie alors le Turc Bougha, qui assiège Achot dans une de ses forteresses (Nkan) : ce dernier est trahi par deux de ses vassaux, et est capturé et exilé à Samarra avec son fils Grigor-Dérénik et son frère Gourgen, où ils sont contraints à une apostasie formelle. En 857, le Calife décide cependant de renvoyer au Vaspourakan le jeune Grigor-Dérénik.
L'année 868 voit le retour d'exil d'Achot, qui, secondé par son fils, reprend la lutte de ce dernier contre un parent également nommé Gourgen ; l'affrontement se conclut par un statu quo. Le père et le fils tentent ensuite de réduire les enclaves musulmanes du Vaspourakan, échouent à Amiouk mais parviennent à prendre la ville de même importance stratégique de Varag, en 870. Achot meurt le 27 mai 874, laissant les rênes du Vaspourakan à Grigor-Dérénik.

## Descendance
D'une épouse nommée Hranouch par Cyrille Toumanoff, Achot a trois enfants, :
- Grigor-Dérénik ;
- Marie, épouse de Davith de Taron, fils de Bagrat II Bagratouni ;
- une seconde fille, épouse d'un Vasak le Renégat.